# 대한정의단
대한정의단 (大韓正義團)은 일제강점기 항일무장투쟁의 성격을 띈 대종교 단체로, 3·1 운동 직후인 1919년 설립되었다. 중광단을 토대로 하여 설립되었으며 북로군정서의 전신이다. 독립운동가인 서일이 단장을 맡았다. 1919년 12월 북로군정서로 개편되며 사라졌다.

## 같이 보기
- 한국의 독립운동
- 김좌진
- 북로군정서
- 서일
- 대종교